# Rose Lowder
Rose Lowder, née à Lima en 1941, est une artiste et cinéaste franco-péruvienne. Elle est une figure importante du cinéma expérimental.

## Biographie
Rose Lowder est née à Miraflores, Lima, Pérou. De 1947 à 1958, elle fréquente le Colegio San Silvestre (en) de Miraflores. Elle étudie ensuite les beaux-arts à Lima, au Art Center de 1951 à 1957. Elle poursuit ses études à la Escuela de Bellas Artes (es) en 1957 et 1958. De 1962 à 1964, à Londres, elle étudie et pratique la sculpture, la peinture, le design et le dessin au Regent Street Polytechnic et au Chelsea College of Art and Design. De 1964 à 1972, elle travaille comme monteuse dans l'industrie cinématographique à Londres,,.
Depuis 1972, elle vit et travaille à Avignon, où elle commence à réaliser des films. Elle tourne généralement près de chez elle. Elle saisit des processus naturels, souvent aperçus dans la campagne provençale, à travers une esthétique de film écologique.
Invitée par Jean Rouch et son département de l'Université de Paris X, elle présente une partie de ses recherches dans une thèse intitulée Le film expérimental en tant qu'instrument de recherche visuelle. Contribution des cinéastes expérimentaux à une démarche exploratoire, 1987. Entre 1994 et 2005, elle est professeure associée à l'Université Paris I Panthéon-Sorbonne, où elle donne des cours sur la pratique cinématographique, la théorie, l'histoire et l'esthétique.
Elle est cofondatrice avec son mari Alain-Alcide Sudre des Archives du film expérimental d'Avignon (AFEA) en décembre 1977. L'AFEA acquiert des films 16 mm, des documents, et publie des ouvrages : La part du visuel, films expérimentaux canadiens / The Visual Aspect, Films expérimentaux canadiens, L'image en mouvement, Images / discours (AFEA, 2006), afin de rendre ces œuvres accessibles au public.
Rose Lowder utilise plusieurs Bolex H 16 RX. Il s'agit d'une caméra 16 mm mécanique conçue entre 1931 et 1935. Pour le film Voiliers et coquelicots réalisé en 2001, elle filme des tournesols et laisse des espaces vides sur la pellicule ; elle va ensuite filmer des voiliers à Marseille, sur les espaces vides. À la projection, les voiliers naviguent sur une mer de tournesols. Rose Lowder construit son film au fur et à mesure. Pour s'y retrouver, elle met au point un système de notation qui lui permet de savoir ce qui est impressionné sur la pellicule sans le voir.
Rose Lowder propose au spectateur une vision de la nature sans déformation, sans ajout de lumière, telle qu'elle était au moment ou elle l'a filmée.
En 2023, Rose Lowder a réalisé plus de 60 films, allant d'une à 60 minutes.
Plusieurs de ses films sont conservés dans des centres d'art internationaux tels que le Musée des beaux-arts de l'Ontario, le Metropolitan Museum of Art, la Tate Modern, la Cinémathèque française, le Centre Pompidou, le Frac des Pays de la Loire.
En 2023, Rose Lowder est récipiendaire du Prix Aware qui récompense une artiste active depuis plus de 40 ans.

## Distinctions
- Prix d'honneur, Aware, 2023[14]